# Natami
A NatAmi (teljes nevén: Native Amiga) hardver projekt Thomas Hirsch kísérleti fejlesztésén  alapult, mely egy NatAmi 30 nevű teszt rendszer volt az AGA chipset újra létrehozásával kapcsolatos fejlesztéseihez 2003-tól kezdődően. A fejlesztések a már létező, Jeri Ellsworth és Jens Schönfeld által megalkotott C-One alaplap adaptálásával kezdődtek. Az első saját fejlesztésű Mini-ITX-kompatibilis alaplap 2009-ben látott napvilágot NatAmi LX néven.

## Koncepció
Az eredeti koncepció egy FPGA-ra integrált, tehát hardveresen emulált, az Amiga eredeti chipsetjével kompatibilis, de annál jóval gyorsabb gép megalkotása volt. 2005-től kezdődően - a fejlesztések idején - modernnek számító funkciók integrálása is céllé vált, azonban szoftveres emuláció és a régi Amiga-modellek korlátai (pl. 2 MB chipram korlát; CPU-RAM latencia és sávszélesség) nélkül. Ennek érdekében a fejlesztők újraalkották a teljes Amiga chipsetet (OCS/ECS/AGA) egy Altera FPGA-n. Ettől nem válik a végeredmény forradalmivá, pusztán egy olyan hardverré, mely az Amiga lehetett volna, ha a Commodore nem megy csődbe 1994-ben. A munka későbbi szakaszában egy FPGA-n emulált processzor megalkotásán is elkezdtek dolgozni "N68050" kódnéven.

## Specifikáció

### NatAmi 64 MX
Fejlesztői változat.
- Memória
  - 256 MB ChipRAM (DDR2)
  - 256 MB FastRAM (DDR2)
- Grafika

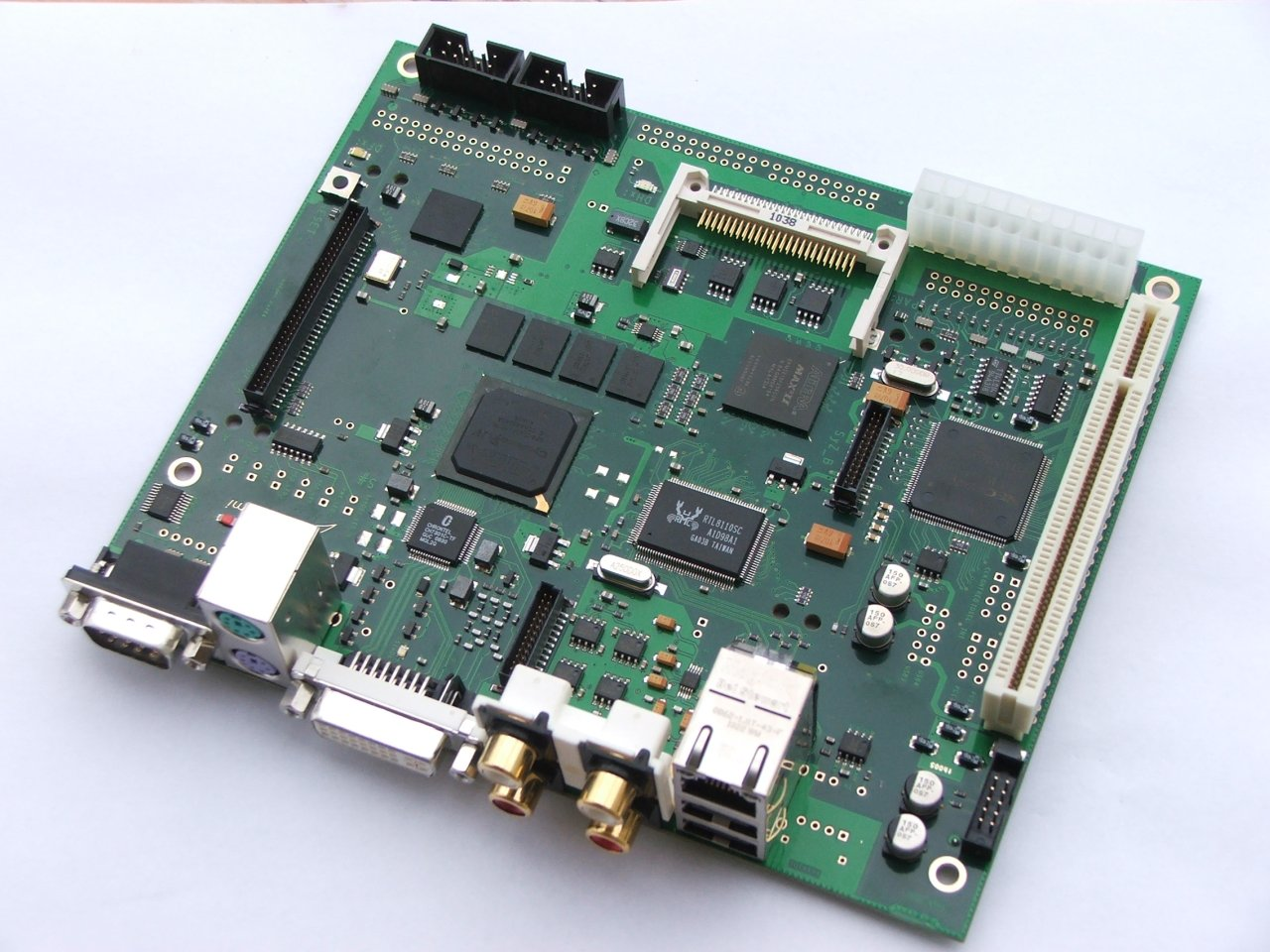
NatAmi 64 MX alaplap

  - DVI-I (digit/analóg) kimenet, 31 kHz video out, 15 kHz video out, 15 kHz video in
- Hang
  - audio in, audio out, S/PDIF
- Portok
  - Ethernet port
  - SyncZorro, PCI, 3,5" IDE, CompactFlash,
  - USB 2.0 port
  - soros port, párhuzamos port, PS/2 billentyűzet, PS/2 egér, floppy meghajtó (Amiga/PC), joystick portok

### NatAmi 16 LX

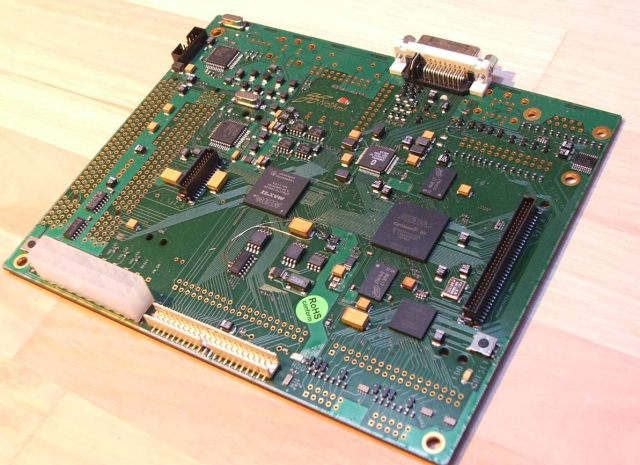
NatAmi 16 LX alaplap

Fejlesztők számára 2009 szeptemberében kiadott „evaluation” változat. Teljes funkcionalitás, kivéve a 3D-képességet, mely hiányzik.
- Memória
  - 128MB ChipRAM (DDR2)
  - 128MB FastRAM (DDR2)
- Grafika
  - 31 kHz video out, 15 kHz video out, 15 kHz video in
- Hang
  - audio in, audio out
- Portok
  - SyncZorro, PCI, 2,5" IDE, 3,5" IDE
  - USB 1.1 port
  - soros port, párhuzamos port, PS/2 billentyűzet, PS/2 egér, floppy meghajtó (Amiga/PC), joystick portok

### Végső fejlesztői változat
A Natami egy komplett alaplap, melynek célja, hogy kompatibilis legyen az eredeti AmigaOS-sel. A gép számára tervezett 68050 processzor (CPU) kompatibilisebb visszamenőlegesen, mint az eredeti gyári Motorola 68040/68060.
- CPU:[1]
  - Motorola 68060 CPU
  - N68050, tervezett FPGA implementáció, 68k kompatibilis
  - CPU bővítő slot (pl. ColdFire vagy PowerPC számára)
- Memória: 256 MB DDR2 ChipRAM, 256 MB DDR2 FastRAM[1]
- Grafika:[1]
  - SuperAGA chipset (AGA kompatibilis)
  - Támogatott felbontások: 320x256 - 1280x1024
  - Támogatott pixelformátumok: planár 1-8 bitplane, HAM 6/8, 8bit Chunky, 16bit Hicolor, 32bit Truecolor
  - 3D: Texturemapping kiegészítés a Blitter-hez. Mipmapping, Subpixel 4 szintű interpoláció, Light sources, Antialiasing, Alpha blending
- Audio:[1]
  - 4 csatorna (Paula kompatibilis)
  - 8-16 bit hangminták
  - Hardveres támogatás korlátlan számú csatornához
- Az eredeti AGA Copper-el kompatibilis Copper[1]
- Az eredeti AGA Blitter-el kompatibilis SuperBlitter[1]
- Amiga kompatibilis floppy disk vezérlő[1]
- Visszafelé Amiga kompatibilis IDE vezérlő, mely támogatja a PIO-t és DMA-t[1]
- 2× PCI slot (későbbi bővítésekhez)[1]
- Ethernet port
- USB vezérlő

## Hatása
Thomas Hirsch kezdeti kísérletei hamar segítőkre találtak, így például Gunnar von Boehn német processzortervező mérnök személyében, akik együtt alkották a kezdetek után a NatAmi Teamet, míg végül Hirsch kiválásával gyakorlatilag megszűnt a NatAmi projekt. Gunnar von Boehn vitte tovább és valósította meg piaci termék formájában az FPGA Amigát saját Apollo Computer cége égisze alatt. Az FPGA-ba integrált CPU és chipset neve Apollo-Core, míg a kártya-formátumú, illetve önálló gépek márkaneve: Vampire lett.